# Crown Casino (Melbourne)
Crown Casino y complejo de entretenimiento, es un casino y un centro de entretenimientos en la orilla sur del río Yarra, en Melbourne, Australia.

## Historia
Crown Casino abrió sus puertas en el año 1994 en el Centro de Comercio Mundial, en la orilla norte del río Yarra, pasando al nuevo complejo en el Southbank en 1997. Está abierto 24 horas al día, 7 días a la semana, excepto en Navidad, Viernes Santo y el Día de Anzac. Originalmente fue fundado, de propiedad y administrado por Lloyd Williams.

## Juegos
Entre otros, el casino Crown cuenta con juegos de Blackjack, Craps, Pai Gow, distintas modalidades de Poker, Baccarat y Ruleta (versión americana), pero además fue el primero en introducir una versión electrónica de la conocida Ruleta rápida, es igual a la tradicional, pero los jugadores hacen sus apuestas sobre un diseño puesto en la pantalla de un monitor, uno por jugador, con un teclado que permite hacer las apuestas, las que se conectan a una central, el dispositivo de lanzar la bola lo hace la máquina electrónicamente y el manejo de las apuestas se hace en forma digital, no habiendo paño ni fichas.
Crown Casino es el casino más grande en el hemisferio sur, tiene una licencia para juegos de mesa, lo que lo habilita a la cantidad de 350 mesas y 2.500 máquinas de póker.

## Complejo de Entretenimiento
El complejo de entretenimientos incluye salas de cine y discotecas y varios restaurantes, incluye un sector con tiendas comerciales.

## Hoteles
El complejo está compuesto de tres hoteles, Crown Towers, el Crown Promenade y el Crown Metropol, con un total entre los tres hoteles de 1.635 habitaciones, incluyendo a las suites, los hoteles están conectados al complejo del Casino y entretenimientos.